# Lasiobolidium spirale
Lasiobolidium spirale är en svampart som beskrevs av Malloch & Cain 1971. Lasiobolidium spirale ingår i släktet Lasiobolidium och familjen Pyronemataceae.   Inga underarter finns listade i Catalogue of Life.